# 59. pehotni polk (Avstro-Ogrska)
Za druge 59. polke glejte 59. polk.
59. pehotni polk (izvirno nemško Infanterie-Regiment Nr. 59; dobesedno slovensko: Pehotni polk št. 59) je bil pehotni polk k.u.k. Heera.

## Poimenovanje
- Salzburgisch-Oberösterreichisches Infanterie Regiment »Erzherzog Rainer« Nr. 59
- Infanterie Regiment Nr. 59 (1915 - 1918)

## Zgodovina
Polk je bil ustanovljen leta 1682. 

### Prva svetovna vojna
Polkovna narodnostna sestava leta 1914 je bila sledeča: 97% Nemcev in 3% drugih. Naborni okraj polka je bil v Salzburgu, pri čemer so bile polkovne enote garnizirane sledeče: Bregenz (štab, I. bataljon), Innsbruck (II. bataljon), Schwaz (III. bataljon) in Salzburg (IV. bataljon).
Med prvo svetovno vojno se je polk bojeval tudi na soški fronti. Polk je bil med dvanajsto soško ofenzivo nastanjen na Rombonu.
V sklopu t. i. Conradovih reform leta 1918 (od junija naprej) je bilo znižano število polkovnih bataljonov na 3.

## Organizacija
1918 (po reformi)
- 1. bataljon
- 2. bataljon
- 4. bataljon

## Poveljniki polka
- 1859: Eduard Netzer von Sillthal[9]
- 1865: Carl Möraus[10]
- 1879: Franz von Czako[11]
- 1908: Karl Kohout[12]
- 1914: Gustav Fischer[1]